# Prognatisme
El prognatisme consisteix en una deformació de la mandíbula inferior, de forma que aquesta sobresurt del pla de la cara. Sol ser causa de diferents factors, entre ells els hereditaris o de circumstàncies de la vida.
A la nostra espècie es considera un defecte important, no únicament estètic, ja que es produeix una desalineació entre ambdues mandíbules, que provoca que no encaixin bé en tancar la boca. Aquest problema pot causar dificultat per a parlar, mossegar i mastegar.

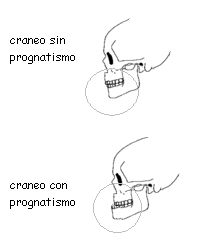
Comparació entre cranis amb i sense prognatisme.